# Station Hulshorst
Station Hulshorst is een voormalig spoorwegstation in Hulshorst in Gelderland. Het werd geopend op 20 augustus 1863 en maakte deel uit van de Centraalspoorweg van de NCS. Het station is er gekomen na aandringen van de eigenaren van kasteel De Essenburgh en van Huize Hulshorst, beiden eigenaar van grond die werd afgestaan voor de aanleg van het station.
Het station gold als het station van de High Society vanwege de aanwezigheid van voorname, al dan niet adellijke families in directe omgeving. De grond was toentertijd eigendom van de familie Sandberg van het kasteel De Essenburgh in Hierden. Zij lieten door het bos een grindweg naar het station aanleggen (de Essenburgweg) en hadden een alleen voor hen toegankelijk hekje naar het perron. Ook de oud-burgemeester van Harderwijk, H.F. van Meurs, bewoner van Huize Hulshorst, die eveneens grond had verkocht ten behoeve van de aanleg van het station, had middels eigen weg en hekje toegang.
Het stationsgebouw is een uniek Centraalspoorwegstation en is uitgevoerd in de kleinste klasse. Het station ligt tussen Harderwijk en Nunspeet en had tot in de jaren zestig van de twintigste eeuw ook nog een rangeerspoor ten behoeve van de bosbouw.
De omgeving is zeer bosrijk en ook dat maakte het station uniek. Het station ligt samen met een paar huizen vrij ver van het dorp midden in de bossen. Het scheen bekend te staan als bijzonder geschikt voor een heimelijk rendez-vous van 'minnende paren'.
Nadat de NCS was opgegaan in de Staatsspoorwegen in 1919 bleef het station bestaan. Ook toen NS in 1938 werd opgericht bleef het station open. Na de Tweede Wereldoorlog moest het station het vooral hebben van vakantiegangers en de NS-Dagtochten, waarbij voor wandelaars in de uitgestrekte bossen routes werden uitgezet. Deze routes bestaan nog steeds: de groene en de gele. De routes hebben nu een ander startpunt en passeren het station op zo'n 200 meter.
Het station werd net zoals station Soestduinen maar een keer per uur bediend door de stoptreinen Utrecht - Zwolle. Tot midden jaren tachtig was dat een keer per uur Amsterdam – Zwolle en het andere uur Utrecht – Zwolle. Dit waren allebei stoptreinen.
Station Hulshorst en station Soestduinen lagen allebei midden in de bossen en waren door geringe reizigersaantallen niet rendabel. De belangrijkste reden voor de sluiting van station Hulshorst was de opening van station Amersfoort Schothorst waardoor er te weinig tijd overbleef voor een stop in Hulshorst. Op 31 mei 1987 werd Hulshorst gesloten en Schothorst (bij Amersfoort) geopend.

## Servituut

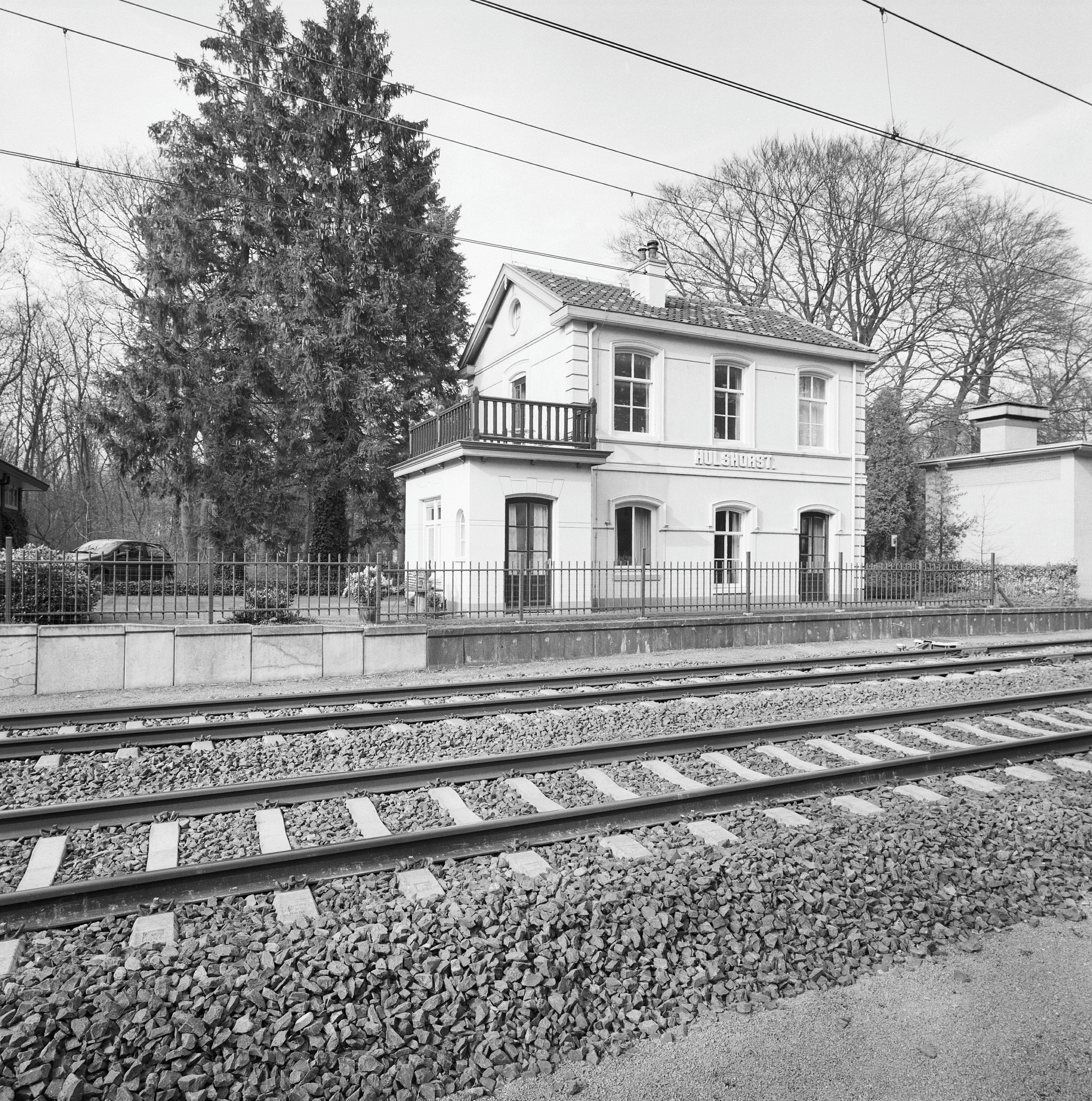
Station Hulshorst in 1999.

Het station is in 1974 op de monumentenlijst geplaatst, maar toen niet gesloten, omdat er een servituut op zou rusten. Het verhaal gaat dat meer dan 100 jaar geleden door de toenmalige eigenaren van de grond waarop het station ligt en de spoorwegmaatschappij is overeengekomen dat treinen ten eeuwigen dage ten minste vier keer per dag, tweemaal in beide richtingen, station Hulshorst moeten aandoen. Toen na de oorlog de spoorwegen het station wilden opheffen, heeft A.E.M. van Voorst van Beest-baronesse van Isselmuden (1866-1952) als eigenaresse van landgoed Hulshorst aangedrongen op het nakomen van het servituut. Een der oud-burgemeesters van Nunspeet meende zich te kunnen herinneren een overeenkomst te hebben gelezen.

## Culturele referentie
Gerrit Achterberg heeft een gedicht met de titel 'Hulshorst' aan het station gewijd, geschreven in of voor 1936. Op het stationsgebouwtje was oorspronkelijk een metalen plaquette met het gedicht bevestigd die lang geleden ontvreemd is. Thans is dit gedicht door stichting muurgedichten Nunspeet opnieuw separaat links naast het station geplaatst.